# Daecheongdo
Daecheongdo (hangul: 대청도) är en ö i Sydkorea.   Den ligger i provinsen Incheon, i den nordvästra delen av landet, 200 km väster om huvudstaden Seoul. Arean är 14,3 kvadratkilometer.
Terrängen på Daecheongdo är lite kuperad. Öns högsta punkt är 308 meter över havet. Den sträcker sig 5,8 kilometer i nord-sydlig riktning, och 5,9 kilometer i öst-västlig riktning.